# 小平監視所
座標: 北緯35度43分49.63秒 東経139度25分22.98秒 / 北緯35.7304528度 東経139.4230500度

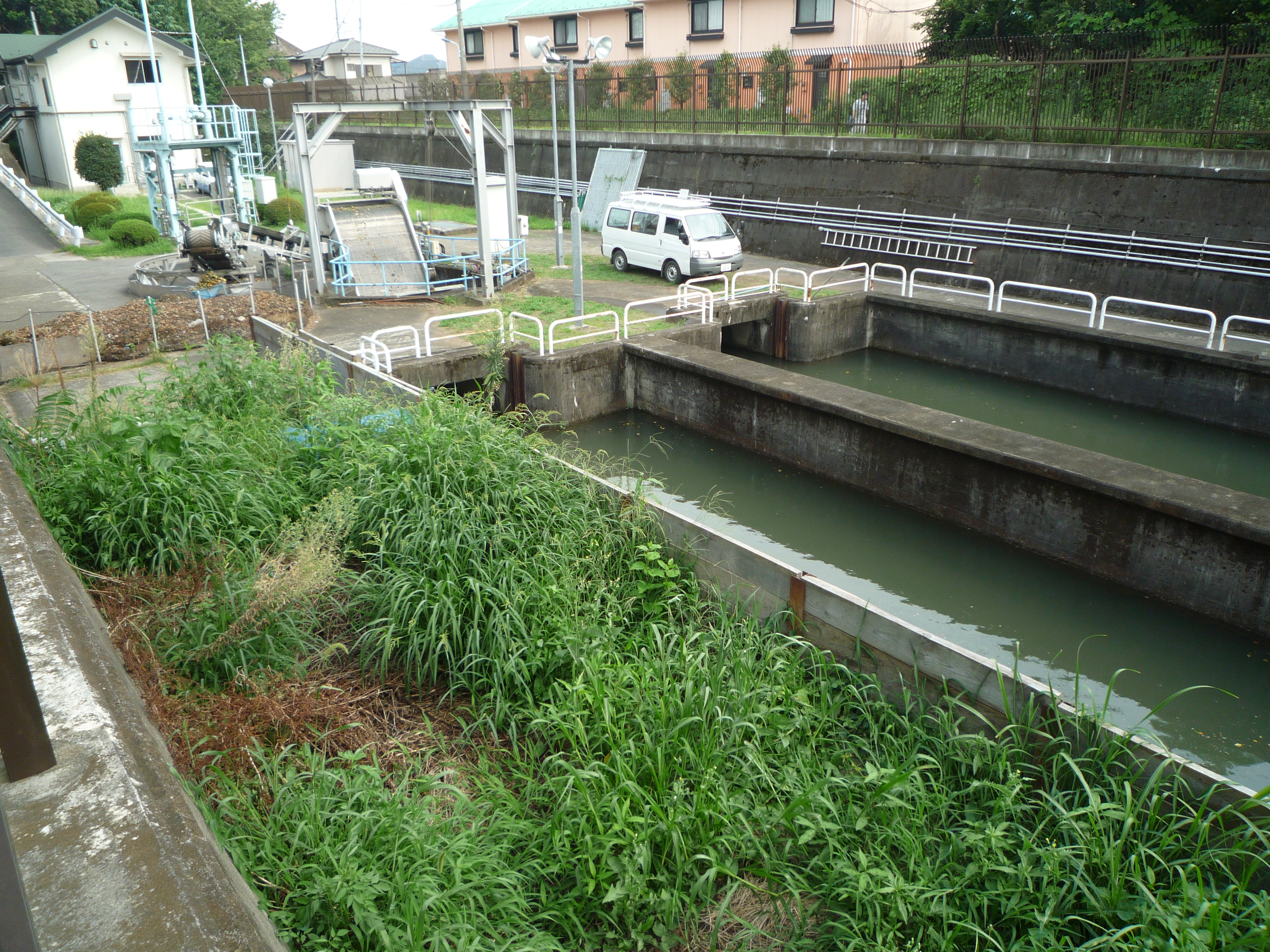
多摩川からの水が見られる最終地点

小平監視所（こだいらかんしじょ、英称 Kodaira Observation Point）は、東京都立川市幸町にある東京都水道局の監視所。

## 概説
羽村取水堰(一部、昭和用水堰からの助水を含む)から引き入れた多摩川系表流水を玉川上水 - 当監視所 - 砂川線 - 東村山浄水場接合井まで導水するために設けられたもので、主に表流水中に含まれる土砂やゴミの沈殿・除去及び水質監視を行う小さな監視所である。
当監視所は、東京都水道局東村山浄水管理事務所技術課が統括する。
現在の玉川上水は、当監視所で上水道としての役目を終え、これより下流は多摩川上流水再生センター（昭島市に所在する下水処理場）で処理された下水処理水が放流されている。また、放流地点には「上水小橋」と呼ばれる橋（人道橋）が架けられており、玉川上水本流まで降りることができる数少ない場所となっている。
また、ここは野火止用水が玉川上水から分岐する場所（取水口）でもある。ただし現在は、野火止用水の当監視所から西武拝島線東大和市駅前までの区間は廃止されて埋め立てられ、東大和市駅前からは前述と同じ下水処理水が野火止用水に放流されている。

## 概要
| 事業所名 | 小平監視所 (Kodaira Observation Point) |
| 所在地   | 東京都立川市幸町六丁目36番4号          |
| 沈砂池   | 1,630m3（2池の有効容量）               |
| コンベア | 63m3/h - 72m3/h（搬送量）              |
| 除塵機   | 全自動定置式（2台）                    |
| 用地面積 | 4,950m2                                |

## アクセス方法
- 西武拝島線・多摩都市モノレール玉川上水駅南口下車。線路沿いに東大和市駅方面を直進、徒歩5分。